# عبد الرحمن صالح (طبيب إندونيسي)
عبدال رحمن صالح (بالإندونيسية: Abdulrahman Saleh)‏ هو طبيب إندونيسي، ولد في 1 يوليو 1909 في جاكرتا في إندونيسيا، وتوفي في 29 يوليو 1947 بسبب قتل في المعركة.